# Artaxerxès II
Pour les articles homonymes, voir Artaxerxès.
Artaxerxès II (en vieux perse : 𐎠𐎼𐎫𐎧𐏁𐏂, et en grec ancien : Ἀρταξέρξης Βʹ), également appelé Artaxerxès Mnémon (né entre 445 et 435 av. J.-C. et mort en 358 av. J.-C.), est un Grand roi perse appartenant à la dynastie des Achéménides, ainsi qu'un bref pharaon d'Égypte appartenant à la XXVIIe dynastie.
Il règne sur la Perse de 404 à sa mort en 358 (soit le plus long règne d'un souverain de la famille des Achéménides), et sur l'Égypte de 404 à 402 av. J.-C. (il est le dernier souverain perse de sa dynastie en Égypte).

## Biographie

### Origine
Son nom (en persan : Artaxšaçāʰ, Ardaschīr ou Ŗtachschaçā) signifie en français : « qui a de la mémoire ».
Nommé Arsicas dans sa jeunesse, Artaxerxès est le fils aîné de Darius II et de sa demi-sœur Parysatis. Cette dernière semble intriguer pour que son fils cadet, Cyrus le Jeune, accède au trône mais Darius II impose Artaxerxès et éloigne Cyrus en faisant de lui le satrape de Lydie, Phrygie et Cappadoce.

### Règne

#### Lutte contre son frère
Selon Plutarque, Cyrus le Jeune fomente un complot contre son frère dès 404 av. J.-C., à la mort de leur père Darius II, alors qu'Artaxerxès s'apprête à être sacré par les prêtres à Pasargades. Xénophon note pour sa part qu'il s'agit d'une calomnie. Quoi qu'il en soit, Artaxerxès épargne Cyrus à la suite des suppliques de Parysatis qui, toute sa vie, conservera une forte influence sur son fils aîné.
Cyrus est envoyé à Sardes, en Ionie, loin de la capitale Persépolis ou encore de Pasargadès. Cyrus recrute alors une armée de mercenaires grecs, sans doute plus de 10 000, dirigés par le Spartiate Cléarque (cette expédition des 10 000 est connu par le récit qu'en a fait Xénophon dans l'Anabase). Prétendant vouloir mater une révolte à l'intérieur du pays, il les mène jusqu'à Counaxa (-401) affronter les troupes de son frère. Les mercenaires remportent la bataille, mais Cyrus meurt au combat. Le massacre des chefs grecs par le satrape Tissapherne sauve le trône d'Artaxerxès II, tandis que les mercenaires restants regagnent difficilement la Grèce sous la conduite de Xénophon.

#### Perte de l'Égypte et de la Méditerranée
Le règne d’Artaxerxès II est celui du lent déclin de l'empire achéménide. Il perd l'Égypte (-404) et la côte syro-phénicienne est confronté au roi de Salamine de Chypre, Évagoras Ier, qui réussit provisoirement à faire l'unité de l'île. Il faut plus de dix ans pour le réduire (381 av. J.-C.) et encore doit-on lui laisser la possession de Salamine.

#### Ingérence dans les affaires grecques
Il entre en guerre avec Sparte, mais est battu en 395 av. J.-C. sur les bords du Pactole par le roi Agésilas II. C'est le prétexte qu'attendait la reine Parysatis pour venger son fils Cyrus le Jeune. Elle accuse Tissapherne de trahison et il est exécuté la même année à Colosses, en Phrygie.
Avec la Grèce, Artaxerxès réussit à se poser en arbitre entre Sparte et Athènes, en partie grâce aux énormes sommes d'argent corrupteur déversées sur les cités grecques. En -386 est signée la « Paix du roi », ou paix d'Antalcidas, qui assure à la Perse le contrôle des villes d'Asie Mineure.

#### Fin de règne
En 365 av. J.-C., Artaxerxès doit faire face à une révolte générale des satrapes d'Asie Mineure, pourtant déjà largement autonomes, comme Mausole en Carie. En fait, la mort de Cyrus affermit le trône du grand roi, selon l'expression de l'époque, mais l'intrusion de ce dernier dans les affaires de la Grèce est la conséquence des incessantes rivalités internes aux cités grecques, non celle de sa puissance propre.
La fin du règne d'Artaxerxès II se passe dans le chaos puisque l'aîné de ses fils, Darius (de), est exécuté après un complot contre lui. Ariaspès (en), très populaire auprès de la cour, devient le nouveau prince héritier. Cependant les conspirateurs, qui comprenaient Artaxerxès III, le troisième fils du roi et l'un des commandants de la garde royale nommé Tiribaze (ou Tiribazus), accusent Ariaspès de trahison, ce qui pousse ce dernier au suicide. Les espoirs du roi s'orientent alors sur son quatrième fils, Arsamès, qui est lui aussi assassiné. Quant à Tissapherne, qui l'aida contre son frère Cyrus le Jeune, il épouse une des filles d'Artaxerxès II et s'attaque ensuite aux villes d'Ionie.
Durant tout son règne, l'immense État est menacé de dislocation et s'il échappe à ce sort, c'est avant tout par la division de ses adversaires.

## Un roi bâtisseur
Au cours de son long règne, Artaxerxès est aussi un grand constructeur. Beaucoup de richesses ont été consacrées à des projets de construction. Il restaure le palais de Darius Ier à Suse et fait construire des fortifications, dont une imposante redoute à l'angle sud de l’enceinte. Il donne au palais d'Ecbatane une nouvelle apadana (salle du trône) et des sculptures. Il ne semble pas avoir beaucoup construit à Persépolis.

## Famille

### Mariage et enfants
De son mariage avec sa sœur Amestris (de), il a peut-être deux fils :
- Darius (de) ;
- Arsamès.

De son mariage avec Stateira, fille du satrape d'Arménie Hydarnès III, il a :
- Artaxerxès III, héritier du trône (roi en Perse à partir de 358 av. J.-C. et pharaon en -342) ;
- Rhodogune (de) (née en -420 et morte en -401), épouse d'Orontès Ier le satrape d'Arménie et de Mysie[2] ;
- Apama (de) (née en -415 et morte en -390) ;
- Atossa (de) (née en -400 et morte en -358) ;
- Sisygambis (morte en -323), épouse Arsamès et mère d'Oxathrès et de Darius III ;
- Ocha.

Avec d'autres femmes ou concubines, il a :
- Ariaspès (en) ;
- Amestris ;
- Mithridates ;
- Phriapatius.

Les sources sont très diverses quant à ses épouses. Certaines sources donnent 350 épouses avec 115 fils.
Il prend également en mariage une grecque, Miltô de Phocée (que Cyrus fit appeler Aspasie en honneur de la concubine de Périclès). Il aurait pris aussi deux de ses filles, Atossa (de) et Amestris, comme épouses, et aurait également aimé un jeune eunuque du nom de Tiridate, mort très jeune. Cette mort aurait causé un très grand chagrin à Artaxerxès, qui aurait en effet imposé un deuil dans tout l'Empire en sa mémoire.

## Galerie

Tombe d'Artaxerxes II à Persépolis
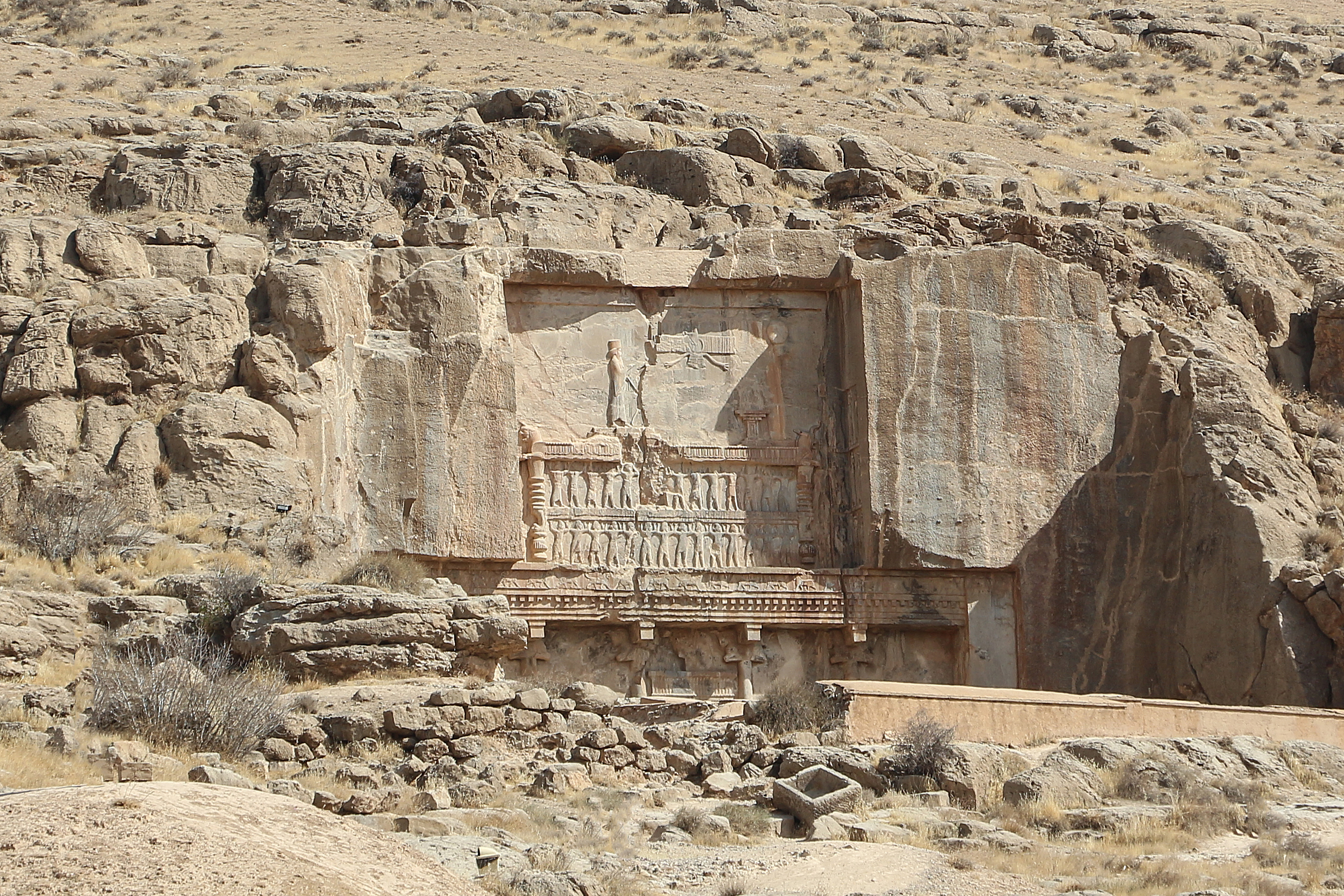
(n°1)
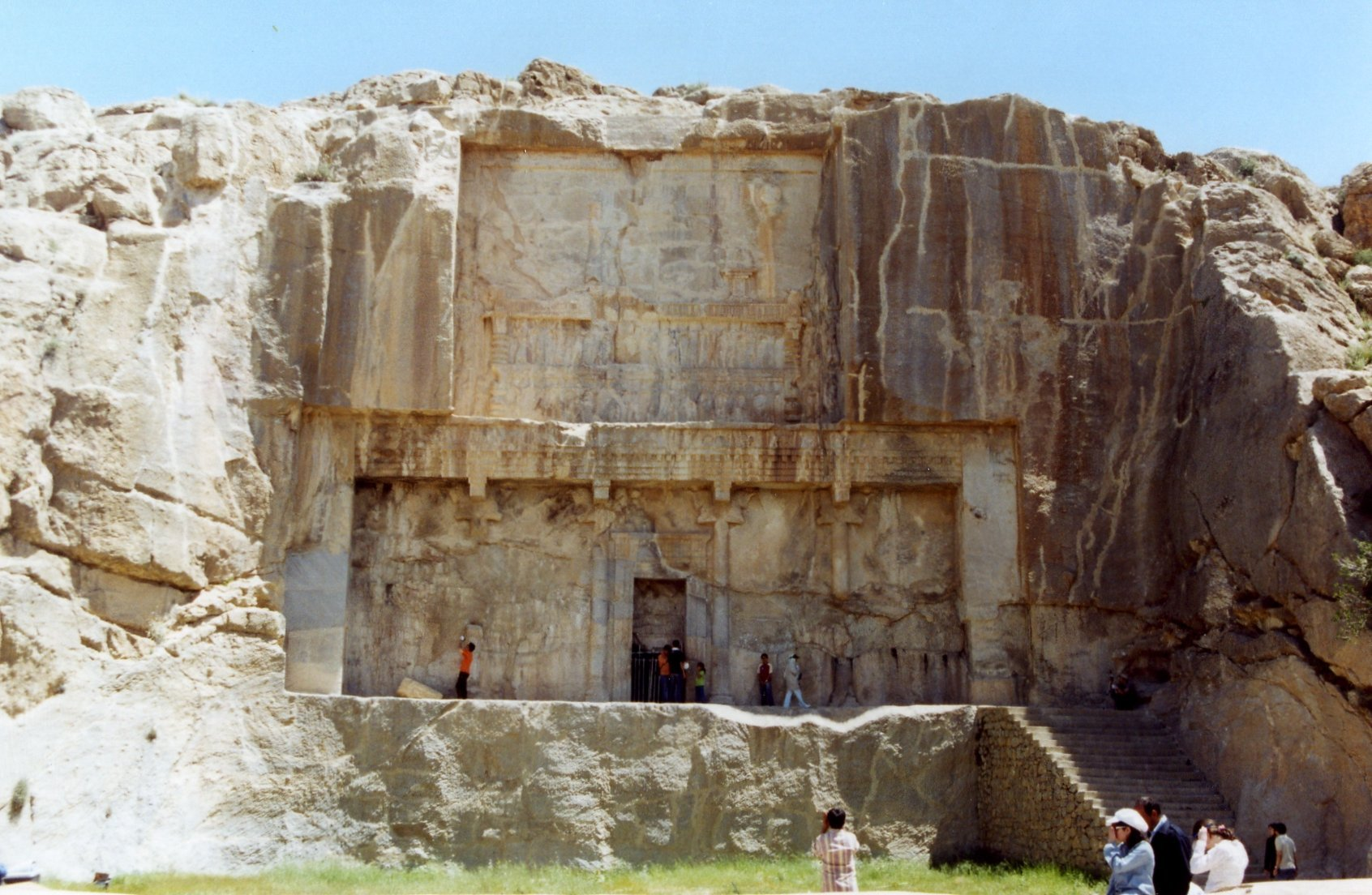
(n°2)

### Sources
- Plutarque, Vies parallèles [détail des éditions] [lire en ligne] (Artaxerxès).
- Xénophon, Anabase [détail des éditions] [lire en ligne].